# Baltimore Bullets (1944–54)
O Baltimore Bullets foi um time de basquetebol estadunidense. Iniciou na American Basketball League, em 1944, onde ficou por três anos, tendo ido para a Basketball Association of America e posteriormente a National Basketball Association, onde ficou por cinco temporadas, até o fechamento do clube, em 27 de novembro de 1954, quando obteve uma sequência de 3-11 na temporada.
Era localizado em Baltimore, Maryland e tinha como ginásio oficial o Baltimore Coliseum. De todos os clubes extintos da NBA, o Bullets foi o que permaneceu por maior tempo. Conquistou o campeonato da BAA em 1946.

## História
| Temporada               | Liga                    | V/D Posição             | Divisão                 | Playoffs                                   |                         |
| Baltimore Bullets (BAA) | Baltimore Bullets (BAA) | Baltimore Bullets (BAA) | Baltimore Bullets (BAA) | Baltimore Bullets (BAA)                    | Baltimore Bullets (BAA) |
| ----------------------- | ----------------------- | ----------------------- | ----------------------- | ------------------------------------------ | ----------------------- |
| 1947-48                 | BAA                     | 28-20 2º                | Divisão Oeste           | Campeão da BAA                             |                         |
| 1948-49                 | BAA                     | 29-31 3º                | Divisão Leste           | Perdeu as semifinais da conferência        |                         |
| 1949-50                 | NBA                     | 25-43 5º                | Divisão Leste           |                                            |                         |
| 1950-51                 | NBA                     | 24-42 5º                | Divisão Leste           |                                            |                         |
| 1951-52                 | NBA                     | 20-46 5º                | Divisão Leste           |                                            |                         |
| 1952-53                 | NBA                     | 16-54 4º                | Divisão Leste           | Perdeu as semifinais da conferência        |                         |
| 1953-54                 | NBA                     | 16-56 5º                | Divisão Leste           |                                            |                         |
| 1954-55                 | NBA                     | 3-11                    | Divisão Leste           | Extinguiu-se antes do término da temporada |                         |